# Питер Якоб ван дер Леу
Питер Якоб ван дер Леу (на нидерландски: Pieter Jakob van der Leeuw) е нидерландски психиатър и пионер в психоанализата.

## Биография
Роден е на 9 юли 1909 година в Зьотпхен, Нидерландия. Учи медицина в Утрехт, където специализира и психиатрия. Започва психоаналитичното си обучение през Втората световна война под ръководството на Жан Лампъл-де Гроот. Той е председател на Холандското психоаналитично общество и обучителния комитет и един от основателите на Психоаналитичния институт в Амстердам през 1946 г. През 1965 е избран за президент на Международната психоаналитична асоциация като остава на този пост до 1969 г. Освен това е съосновател на Музея „Зигмунд Фройд“ на ул. Бергасе 19 във Виена.
Ван дер Леу прави собствени приноси към предедиповата фаза при момчетата (1958) и към концепцията за защита (1971).
Умира на 20 ноември 1985 година в Амстердам на 76-годишна възраст.